# Sacerdote
Il termine sacerdote (maschile) o sacerdotessa (femminile) deriva dal latino sacer, sacro, unito al radicale dot, (dal PIE *dʰoh1-t- o *deh3): "io do", nel senso di un ministro che aveva il compito di offrire sacrifici alla divinità.
In molte religioni, il sacerdote è una persona che funge da mediatore tra i fedeli e la divinità, spesso in base a una particolare consacrazione.

## La figura del sacerdote nelle diverse tradizioni religiose

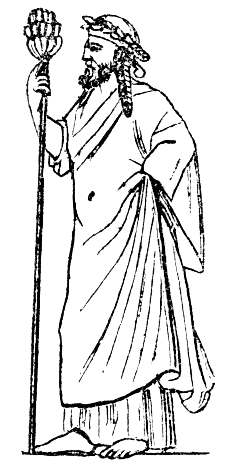
Un ministro del tempio nell'antica Roma.

### Tradizione confuciana
Nel confucianesimo non ci sono né clero né monachesimo. I templi confuciani sono essenzialmente centri di studio e insegnamento del pensiero di Confucio, dove vengono celebrati anche riti. I rettori dei templi sono maestri della dottrina e del cerimoniale, non preti veri e propri.

### Tradizione buddhista
Il buddhismo primitivo era caratterizzato dall'assenza di sacerdozio, dato che non prevedeva l'offerta di sacrifici a un Dio personale; tale situazione perdura nel buddhismo Hīnayāna, in cui il monaco è semplicemente una persona che aspira alla perfezione spirituale. Nelle regioni dove si sviluppò il buddhismo Mahāyāna, questa religione si trovò a competere con le religioni preesistenti (come avvenne in Cina e in Giappone) e i monaci cominciarono a celebrare rituali (come matrimoni e funerali). Nel buddhismo tibetano il monachesimo ha sviluppato caratteristiche simili a quelle sacerdotali, con un'organizzazione, una gerarchia e una figura centrale come il Dalai Lama.

### Tradizione islamica
Le correnti principali dell'Islam non ammettono né riconoscono clero e tanto meno gerarchie, dal momento che si crede non possa esistere alcun intermediario fra Dio e le Sue creature.
Da non confondere col clero è la categoria degli imam: musulmani che per le loro conoscenze liturgiche sono incaricati dalla maggioranza dei fedeli di condurre nelle moschee la loro preghiera obbligatoria.

### Tradizione bahá'í
Una delle peculiarità più significative della Fede bahai è l’assenza della figura del sacerdote o di un clero organizzato. Contrariamente a molte religioni istituzionalizzate, nella Fede bahá’í non esistono intermediari tra il fedele e Dio. Questa scelta riflette uno dei principi fondamentali del messaggio di Bahá’u’lláh: la responsabilità individuale nella ricerca della verità spirituale. Secondo la visione bahá’í, ogni persona è chiamata a coltivare una relazione diretta con il divino attraverso la preghiera, la meditazione, lo studio personale degli scritti sacri e l’azione al servizio dell’umanità. In questo contesto, la figura del sacerdote — inteso come mediatore o autorità spirituale istituzionale — è ritenuta non necessaria e potenzialmente limitante. La comunità bahá’í è guidata da istituzioni elettive (locali, nazionali e internazionali), composte da membri scelti senza candidati o campagne, sulla base di qualità spirituali e morali. Queste istituzioni non hanno potere sacerdotale, ma amministrano e facilitano la vita della comunità. “Nella Fede bahá’í, la struttura ecclesiastica è sostituita da un sistema amministrativo in cui non esistono né sacerdoti né predicatori. Questo sistema mira a evitare sia la centralizzazione dell’autorità religiosa sia le divisioni settari."  in assenza di clero, l'educaziobe spirituale, i matrimoni, i funerali e altre funzioni religiose vengono gestite dalla comunità stessa o dai membri eletti delle istituzioni bahá'í

### Tradizione biblica ed ebraico-cristiana

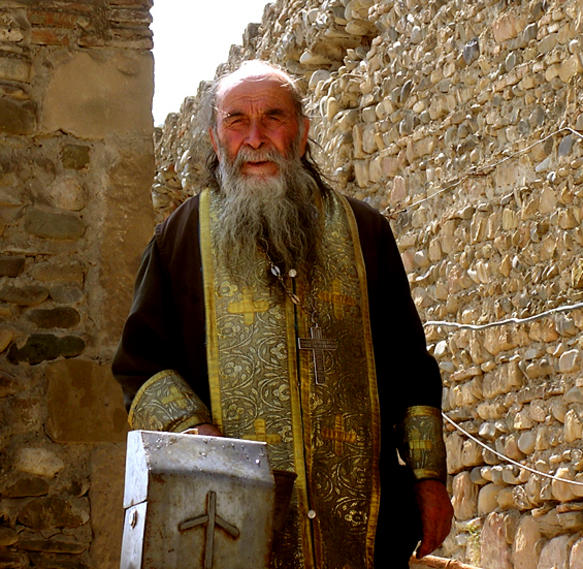
Sacerdote ortodosso georgiano

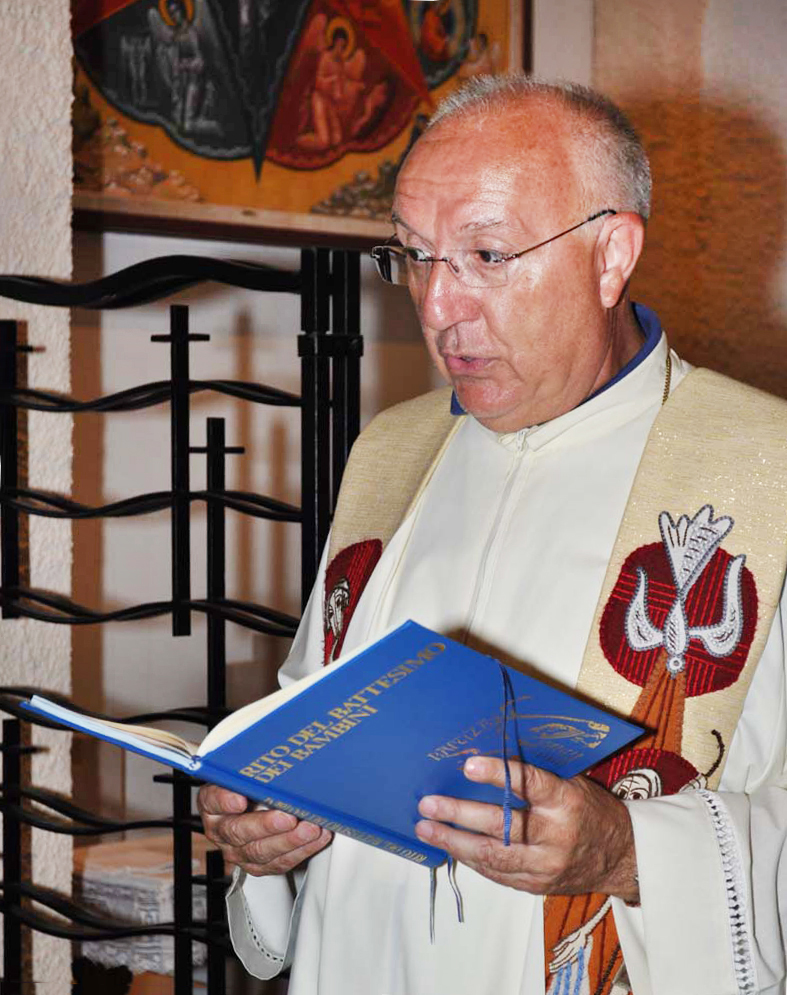
Sacerdote cattolico (o presbitero) durante un battesimo

Il termine sacerdote traduce nella Bibbia l'ebraico כּוהן (kôhên) e il greco ἱερεύς (hiereus). Secondo la Bibbia "sacerdote" è l'uomo autorizzato da Dio a offrirgli sacrifici per sé, per il popolo e per le altre persone. Nel popolo d'Israele erano sacerdoti solo i discendenti di Aronne, fratello di Mosè.

#### Antico Testamento
Il sacerdote è un uomo che in virtù del suo ufficio e nell'ambito di una data tradizione religiosa è "santo" cioè particolarmente dedicato alla divinità: egli ha la "conoscenza" di Dio, della cui volontà è interprete e ha spesso, ma non necessariamente, una parte importante nel culto. Anche in Israele il sacerdozio costituisce un'istituzione permanente di uomini dedicati al servizio di Yahweh, le cui origini risalgono alle origini stesse del popolo e sono collegate alla tribù di Levi, cui appartenevano Mosè e Aronne. Nei tempi più antichi i Leviti formavano una specie di corporazione religiosa particolarmente fedele a Yahweh, al suo culto e alle sue leggi (cfr. Esodo 32:26-28, Deuteronomio 33:8-11).
Nell'epoca patriarcale i sacerdoti non avevano l'esclusiva del sacerdozio, soprattutto per quel che riguarda i sacrifici (cfr. Genesi 12:7; 13:18 ecc.). Nell'epoca più antica i sacerdoti erano stimati e ricercati per la loro conoscenza delle cose divine e perché sapevano interrogare Yahweh mediante le sorti (Urim e Tummim ed Efod) cfr. la storia di Mica in Giudici 17:4-13. 
Con il sorgere della monarchia il sacerdozio di Gerusalemme viene riorganizzato e sviluppato, fino a diventare uno dei cardini della religione di Israele; al nucleo dei sacerdoti levitici (cfr. Abiathar, 1 Samuele 22:20, 2 Samuele 20:25, della casa di Eli, probabilmente di famiglia levitica) si aggiunge la dinastia sacerdotale di Tsadok. Il sacerdozio era ereditario e in stretto legame con la monarchia. Le sue attribuzioni non erano limitate al culto, come generalmente si crede: ai sacerdoti apparteneva l'insegnamento della Legge intesa come volontà di Dio. A questo insegnamento sacerdotale risalgono la legislazione scritta di Israele e la trasmissione delle antiche tradizioni sulle origini e parte della poesia cultuale.
La riforma di Giosia è la naturale conclusione di questo sviluppo del sacerdozio di Gerusalemme. I sacerdoti degli altri santuari, che non avevano cessato di avere una certa importanza, sono allora stabiliti in una posizione subordinata (2 Re 23:9) e quelli che si trasferiscono a Gerusalemme sono assimilati agli inservienti del tempio, ai quali è da allora riservato il nome di Leviti. Questa distinzione si precisa con l'esilio, nel progetto di Ezechiele (Ez 44:10-14) e nella legislazione sacerdotale. Quest'ultima descrive le funzioni dei sacerdoti e dei Leviti come erano nel secondo Tempio, pur attribuendo idealmente ogni cosa al tempo del deserto. Si veda i passi che ne trattano: il sacerdozio limitato alla casa di Aronne: Esodo 28:1, Numeri 3:2-4, 10; la consacrazione sacerdotale, Esodo 29, Levitico 8; i paramenti; la purità rituale dei sacerdoti: Levitico 21; i proventi dei sacrifici e delle decime: Numeri 18:8-32; la divisione in ventiquattro mute: 1 Cronache 24:1-19, cfr. Levitico 1:8-9; le famiglie levitiche: Numeri 4; le funzioni dei leviti: Numeri 3:5-9, 1 Cronache 23:28-32; loro consacrazione: Numeri 8:5-26; a essi appartennero (più tardi) i cantori, 1 Cronache, e i portinai, 1 Cronache 26:1-19. L'organizzazione del sacerdozio era strettamente gerarchica ed ereditaria: appartenendo alla tribù di Levi, i sacerdoti erano tali in quanto discendenti di Aronne; fra questi il sommo sacerdote rappresentava la linea primogenita. Egli aveva funzioni religiose e insieme civili e politiche ed era, dopo l'esilio, il vero capo della comunità di Israele, che egli in certo modo impersona (cfr. Numeri 27:1).
Al tempo dei Maccabei sacerdote e sovrano si identificano. Solo il sommo sacerdote poteva entrare nel luogo santissimo nel giorno delle espiazioni. In questo periodo tuttavia le funzioni sacerdotali restano praticamente limitate al culto sacrificale: l'insegnamento o meglio l'interpretazione della legge oramai fissata passano a una nuova categoria, gli Scribi. Tale era la situazione del sacerdozio anche al tempo di Gesù: i sacerdoti erano l'antica nobiltà religiosa (i Sadducei), ancora influente a Gerusalemme, ma la cui funzione era limitata alla celebrazione dei sacrifici. La funzione importante di maestri e guide del popolo era passata ai Farisei. 
Con la distruzione del Tempio sparirono senza essere rimpianti dal popolo.

#### Nuovo Testamento
Nel Nuovo Testamento ogni sacerdozio particolare è abolito, in quanto Gesù Cristo è il sommo sacerdote eterno, "secondo l'ordine di Melchisedec" (cfr. Ebrei 5:6 e cap. 7-8, 10:21). Le differenze col sacerdozio levitico sono:
- il sacerdozio di Cristo non è riservato ai Leviti e non si eredita con la primogenitura;
- per il perdono dei peccati di Israele, il sommo sacerdote sacrificava l'agnello senza difetti nel Tempio ovvero allontanava l'agnello (o capro espiatorio) nel giorno di Yom Kippur[7]; Cristo è l'agnello sacrificale per i peccati di tutto il genere umano, non solo di Israele[8][9]
- Gesù è sia il sommo sacerdote[10] offerente che l'agnello-vittima sacrificale[8][11]: in croce offre se stesso (Carne visibile e Spirito invisibile) a Dio Padre; il kohen gadol e l'agnello sono soggetti distinti;
- il sacrificio di Cristo è sia visibile che invisibile (offre a Dio anche il suo Spirito, cfr,. Luca 23,46[12])[11]; l'agnello è solo un sacrificio visibile, non avendo gli animali uno spirito;
- il sacrificio di Cristo non è solo fine al perdono, ma anche a conservare l'uomo nello stato di grazia e perché l'anima possa unirsi a Dio perfettamente[11];
- il sacrificio nel Tempio era cruento in quanto prevedeva lo spargimento del sangue animale sull'altare; eccettuato il sacrificio della Passione e morte di croce, il sacrificio eucaristico nell'Ultima Cena e nell'altare delle chiese cristiane che la celebrano è incruento.

Nei Vangeli troviamo la parola sacerdote riferendosi unicamente ai sacerdoti del popolo ebraico. Coloro che Gesù ha chiamato a sé come pastori del gregge sono chiamati apostoli ("inviati") o discepoli. La parola "sacerdote" non è mai riferita a loro.
Gli Atti degli apostoli e le lettere pastorali di Paolo si riferiscono ai ministeri della chiesa con le parole "episcopato" che ha una valenza di controllo e vigilanza, "presbiterato" ovvero l'anziano della comunità, "diaconia" per il servizio pratico.
La Lettera agli Ebrei spiega chiaramente che nella religione cristiana non vi sia più bisogno di sacerdoti come nell'Antico Testamento perché esiste un unico grande sommo sacerdote nella persona di Gesù Cristo, che si è offerto al Padre una volta per tutte per togliere i peccati degli uomini. In un altro senso, tutti i credenti sono un real sacerdozio (1 Pt 2:5,9, Apocalisse 1,6; 5,10; 20,6 e Ap 19,6). Il Nuovo Testamento usa "sacerdote" e "sacerdozio" in riferimento a tutti i battezzati.
Ciò perché essi, in forza dell'unione con Cristo, possono accedere direttamente a Dio e offrire il sacrificio della lode, della preghiera e delle loro opere. Perciò assente dal Nuovo Testamento è la figura del sacerdote nel senso usuale della parola. Il Sacerdozio è composto da vari uffici (apostolo, vescovo, diacono, presbitero/anziano) di cui troviamo innumerevoli riferimento nel Nuovo Testamento (1Tim. 3:1, (Fil. 1:1, 1Tim. 3:8-13), ecc.).

#### Cristianesimo
Fin dalla prima età apostolica i successori degli apostoli sono chiamati "sacerdoti".
La prospettiva del Nuovo Testamento si mantiene nei padri apostolici e nei Padri della Chiesa dei primi secoli. È evidente la necessità di affermare la specificità sia nei confronti del sacerdozio ebraico, sia nei confronti dei sacerdoti pagani.
Verso il IV secolo, quando ormai non esisteva più il problema del confronto né con gli ebrei né con i pagani, nella religione cristiana si tornò a usare il termine "sacerdote" per indicare il ministero ecclesiastico, riscoprendo così il ricco substrato dottrinale del ministero dell'Antico Testamento.
Concretamente, ciò ha comportato anche una "sacralizzazione" del ministero, nel quale si è via via enfatizzato sempre di più l'aspetto liturgico (sacramenti), a detrimento di quelli di guida e di insegnamento.
Nel cattolicesimo e nelle altre confessioni cristiane che affermano l'esistenza di un sacerdozio "ministeriale" distinto da quello di tutti i credenti, con "sacerdote" s'intendono il presbitero e il vescovo, ma non il diacono che come loro è un chierico, ma che - a differenza loro - non è un sacerdote. Il diacono infatti può celebrare la liturgia della parola della Messa, ma non la consacrazione eucaristica che compete solo al presbitero o al vescovo; inoltre non può confessare e assolvere i peccati e nemmeno amministrare l'unzione degli infermi (che richiede il perdono dei peccati).
Nella sistemazione dottrinale tridentina del Cattolicesimo, l'ordine sacro è il sacramento che attribuisce in modo permanente a una persona il ministero ecclesiastico del presbiterato (rimase controversa la definizione della sacramentalità dell'episcopato).
Sempre nel Cattolicesimo, a seguito del Concilio Vaticano II si è riscoperto la ricchezza dell'insegnamento della Chiesa antica, e parla oggi di due sacerdozi: il sacerdozio comune dei fedeli e il sacerdozio ministeriale. Il primo corrisponde all'uso della parola "sacerdote" nel nuovo testamento e nei primi secoli.
Il ritorno alla prospettiva originaria ha comportato nel Cattolicesimo anche un cambiamento nella concezione del ministero ecclesiastico, che oggi ha nuovamente la ricchezza che aveva nei primi secoli: ministero della parola, ministero della guida pastorale, ministero della presidenza della liturgia. Come tutti i ministeri della Chiesa cattolica, il sacerdozio non è ereditario, ma è conseguenza di una "chiamata" individuale rivolta alla singola persona.
Anche nelle Chiese ortodosse esiste il sacerdozio ministeriale, ma a differenza della Chiesa cattolica possono accedere al sacerdozio anche gli uomini sposati; per un presbitero che sia stato già ordinato non è possibile sposarsi senza accettare la riduzione allo stato laicale.